# Gordon River Indian Reserve 2
Gordon River Indian Reserve 2 (franska: Réserve indienne Gordon River 2) är ett reservat i Kanada.   Det ligger i provinsen British Columbia, i den sydvästra delen av landet, 3 600 km väster om huvudstaden Ottawa.
I omgivningarna runt Gordon River Indian Reserve 2 växer i huvudsak barrskog. Trakten runt Gordon River Indian Reserve 2 är nära nog obefolkad, med mindre än två invånare per kvadratkilometer.